# Glutamatna dekarboksilaza
Glutamatna dekarboksilaza (EC 4.1.1.15, -glutaminsko kiselinska dekarboksilaza, L-glutaminska dekarboksilaza, cisteinsko kiselinska dekarboksilaza, -glutamatna alfa-dekarboksilaza, aspartinska alfa-dekarboksilaza, L-aspartat-alfa-dekarboksilaza, gama-glutamatna dekarboksilaza, -glutamatna 1-karboksi-lijaza) je enzim sa sistematskim imenom L-glutamat 1-karboksi-lijaza (formira 4-aminobutanoat). Ovaj enzim katalizuje sledeću hemijsku reakciju
-glutamat {\displaystyle \rightleftharpoons } 4-aminobutanoat + CO2
Ovaj enzim je piridoksal-fosfatni protein. Moždani enzim takođe deluje na L-cisteat, 3-sulfino-L-alanin i L-aspartat.

## Literatura
- Nicholas C. Price; Lewis Stevens (1999). Fundamentals of Enzymology: The Cell and Molecular Biology of Catalytic Proteins (Third изд.). USA: Oxford University Press. ISBN 019850229X.
- Eric J. Toone (2006). Advances in Enzymology and Related Areas of Molecular Biology, Protein Evolution (Volume 75 изд.). Wiley-Interscience. ISBN 0471205036.
- Branden C; Tooze J. Introduction to Protein Structure. New York, NY: Garland Publishing. ISBN 0-8153-2305-0.
- Irwin H. Segel. Enzyme Kinetics: Behavior and Analysis of Rapid Equilibrium and Steady-State Enzyme Systems (Book 44 изд.). Wiley Classics Library. ISBN 0471303097.

## Spoljašnje veze
- Glutamate+decarboxylase на 